# Pomorski strojar
Pomorski strojar je zvanje brodostrojara koje stječe nakon završene prakse i polaganja državnog ispita pri lučkoj kapetaniji.
Pomorski strojar je zadužen za održavanje svih strojeva na brodu, pri čemu ima pomoć u vidu mehaničara, električara,... a ponekad i ostalih članova posade broda.
Kako na brodovima ima više strojara, postoji i njihova hijerarhija. 
Postoje četiri ranga pomorskog strojara (u trgovačkoj mornarici), koji su shodno tomu poredani po hijerarhiji. To su Upravitelj stroja, Drugi strojar, Treći strojar,  te Četvrti strojar. Na jednom brodu može biti više strojara s istim rangom.
Radni zadaci na brodu su podijeljeni shodno sposobnostima i rangu strojara, te se razlikuju na različitim brodovima.

## Posada stroja

### Upravitelj stroja
Upravitelj stroja (u pomorskom žargonu, kapo) je osoba na brodu koja je zadužena za održavanje strojeva i uređaja i kao takav direktno odgovara zapovjedniku broda i inspektoru broda. Kao tehnička osoba savjetuje zapovjednika broda o svim tehničkim pitanjima na brodu, njihovom održavanju, upotrebi... Nadređen je cjelokupnoj posadi stroja te je odgovoran za njihov rad. Upravitelj stroja se postaje nakon plovidbenog staža od najmanje jednu godinu u svojstvu drugog časnika stroja uz polaganje stručnog ispita pri kapetaniji- vidi popis ovlaštenja po STCW-95 Konvenciji koji je naveden na dnu.

### Drugi časnik stroja
Drugi časnik stroja (pomorskim jezikom, seki ili sekondo) odgovoran za stražu u strojarnici sa strojem porivne snage 3000 kW ili jačim.
Drugi časnik stroja je zamjenik Upravitelju stroja i uobičajeno je da on rukovodi radom na terenu odnosno prati stanje brodskih strojeva i uređaja te s nižim časnicima i ostalim osobljem dogovara vrstu i način izvođenja radova održavanja i popravaka. Prima naređenja od Upravitelja i njemu je direktno odgovoran. Da bi se postalo Drugi časnik stroja treba završiti Pomorski fakultet brodostrojarskog smjera min. VI. stupanj, ploviti najmanje jednu godinu u svojstvu časnika nižeg ranga, tj. časnika stroja odgovornog za stražu u strojarnici sa strojem porivne snage 750 kW ili jačim (četvrti i treći časnik stroja), te položiti stručni ispit za Drugog časnika stroja pri Lučkoj kapetaniji.
Napomena:Prema prethodno važećem zakonu prije stupanja na snagu trenutno važećeg zakona o zvanjima pomoraca drugi časnik stroja nazivao se prvi časnik stroja što je danas u praksi izvor brojnih zabuna jer prema trenutno važećem zakonu zvanje prvog časnika stroja ne postoji.

### Ostali časnici stroja
Časnik stroja odgovoran za stražu u strojarnici sa strojem porivne snage 750 kW ili jačim.
Treći časnik stroja (terco) i Četvrti časnik stroja su časnici stroja koji za svoj rad odgovaraju Drugom časniku stroja i upravitelju stroja. Razlika između njih je u iskustvu i sposobnostima a odgovorni su za praćenje stanja određenog dijela postrojenja, uobičajeno : (četvrti č. stroja zadužen je za kotlovnicu, separatorsku stanicu te sisaljke i transfere fluida), (treći č. stroja zadužen je za pomoćne strojeve i kompresore). Časnik stroja se postaje završavanjem najmanje srednje brodostrojarske škole, plovidbenim stažom od najmanje godinu dana u svojstvu vježbenika stroja (asistent) i polaganjem stručnog ispita "časnik stroja odgovoran za stražu u strojarnici sa strojem porivne snage 750 kW ili jačim" pri Lučkoj kapetaniji.

## Ovlaštenja pomorskih strojara i posade stroja
Navedeni dio je dio iz pravilnika o zvanjima i svjedodžbama o osposobljenosti pomoraca

Članak 7.
(1) Zvanja pomoraca u službi stroja su:
– upravitelj stroja,
– drugi časnik stroja,
– časnik plovidbene straže u strojarnici,
– član plovidbene straže u strojarnici.
(2) Upravitelj stroja, drugi časnik stroja i časnik plovidbene straže u strojarnici, osposobljavaju se za obavljanje sljedećih djelatnosti: brodsko strojarstvo, elektrotehnika, elektronika i tehnika upravljanja, upravljanje poslovima na brodu i skrb za osobe na brodu i održavanje i popravci.
(3) Član posade koji čini dio plovibene straže u strojarnici osposobljava se za djelatnosti brodskog strojarstva.
(4) Pomorac u službi stroja može steći sljedeće svjedodžbe o osposobljenosti:
– upravitelj stroja na brodu sa strojem porivne snage od 3000 kW ili jačim (STCW III/2, točka 2);
– drugi časnik stroja na brodu sa strojem porivne snage od 3000 kW ili jačim (STCW III/2, točka 1);
– drugi časnik stroja na brodu sa strojem porivne snage do 3000 kW (STCW III/3);
– upravitelj stroja na brodu sa strojem porivne snage do 3000 kW (STCW III/3);
– časnik stroja odgovoran za stražu u strojarnici sa strojem porivne snage od 750 kW ili jačim (STCW III/1);
– član posade koji čini dio plovidbene straže u strojarnici (STCW III/4);
– upravitelj stroja na brodu sa strojem porivne snage do 1000 kW u nacionalnoj plovidbi i ribarskog broda u ZERP-u (HR III/26);
– časnik stroja na brodu sa strojem porivne snage do 1000 kW u nacionalnoj plovidbi i ribarskog broda u ZERP-u (HR III/25);
– upravitelj stroja na brodu sa strojem porivne snage do 500 kW u nacionalnoj plovidbi i ribarskog broda u ZERP-u (HR III/24).